# Skredsviks landskommun
Skredsviks landskommun var en tidigare kommun i dåvarande Göteborgs och Bohus län.

## Administrativ historik
I samband med att 1862 års kommunalförordningar trädde i kraft den 1 januari 1863 inrättades i Sverige cirka 2400 landskommuner. I Skredsviks socken i Lane härad i Bohuslän inrättades då denna kommun. Vid  kommunreformen 1952 bildade den storkommun tillsammans med de tidigare kommunerna Herrestad och Högås.
1971 blev området en del av Uddevalla kommun.
Kommunkoden 1952–70 var 1424

### Kyrklig tillhörighet
I kyrkligt hänseende tillhörde kommunen Skredsviks församling. Den 1 januari 1952 tillkom Herrestads församling och Högås församling.

## Geografi
Skredsviks landskommun omfattade den 1 januari 1952 en areal av 199,94 km², varav 195,48 km² land.

### Tätorter i kommunen 1960
I Skredsviks landskommun fanns tätorten Kissleberg, som hade 991 invånare den 1 november 1960. Tätortsgraden i kommunen var då 24,9 procent.

## Politik

### Mandatfördelning i valen 1938–1966
| 5 | 7 | 8 |

| 20 |

| 5 | 7 | 8 |

| 20 |

| 5 | 7 | 8 |

| 20 |

| 9 |  | 10 | 12 | 3 |

| 33 |

| 10 |  | 9 | 11 | 4 |

| 32 |

| 13 | 9 | 9 | 4 |

| 31 |

| 14 | 9 | 8 | 4 |

| 30 | 5 |

| 13 | 11 | 7 | 4 |

| 29 | 6 |